# 劉易斯鎮區 (內布拉斯加州克萊縣)
劉易斯鎮區（英語：Lewis Township）是位於美國內布拉斯加州克萊縣的一個行政鎮區。

## 地方資料
劉易斯鎮區的面積為92.16平方千米，當中陸地面積為92.11平方千米，而水域面積為0.05平方千米。根據2020年美國人口普查的數據，當地共有人口125人，而人口密度為每平方千米1.36人。